# Haplochromis worthingtoni
Haplochromis worthingtoni је зракоперка из реда Perciformes и фамилије Cichlidae.

## Угроженост
Подаци о распрострањености ове врсте су недовољни.

## Распрострањење
Ареал врсте је ограничен на једну државу. 
Уганда је једино познато природно станиште врсте.

## Станиште
Станиште врсте су слатководна подручја.